# 不再探寻 (专辑)
《不再探寻》，是日本樂團ZARD第2張專輯。1991年12月25日發行。

## 内容
距上一张专辑《Good-bye My Loneliness》时隔9个月发行的专辑。
以乐队形式发行的首张专辑。
第二年的1992年2月，为了宣传这张专辑，主唱坂井泉水作为嘉宾出演了ABC电视台的《早安朝日》。

## 收录曲
全演唱作词由坂井泉水担当。
1. 不可思議呀... 
作曲：織田哲郎
編曲：明石昌夫 
第二张单曲A面。
2. 不再探寻 
作曲：織田哲郎
編曲：明石昌夫
第三张单曲A面。
3. 无法坦白说出口 
作曲：坂井泉水
編曲：明石昌夫
第二張單曲B面。
4. 喜欢一个人 
作曲：栗林誠一郎（日语：栗林誠一郎）
編曲：明石昌夫
5. Forever
作曲：川岛美香（日语：川島だりあ）
編曲：明石昌夫
6. Lonely Soldier Boy
作曲：栗林誠一郎
編曲：明石昌夫
7. 终有一天
作曲：坂井泉水
編曲：明石昌夫

## 参加者
ZARD
- 坂井泉水：Vocal
- 町田文人：Guitar
- 星弘泰：Bass
- 道倉康介：Drums
- 池澤公隆：Keyboards

## 联合
- 日本電視網協系列智力竞赛节目《神奇脑能力！！（日语：マジカル頭脳パワー!!）》片尾曲 (#1)
- 朝日電視台系列週四連續劇《七人女律師》第2系列主題曲 (#2)